# Reloncaví-Fjord
Reloncaví-Fjord (spanisch Estuario de Reloncaví) ist der Name eines langgezogenen, schmalen Fjords in Südchile.
Er öffnet sich östlich des Reloncaví-Sunds, eines großen Binnenbeckens südlich der Distrikthauptstadt Puerto Montt, und verläuft in gekrümmter J-Form zuerst nach ONO und nach einem Knick etwa in seiner Mitte in NNO - Richtung. Er liegt in Gänze in der chilenischen Region X (Región de los Lagos). Der Reloncaví-Fjord ist der nördlichste chilenische Fjord und weltweit einer der äquatornächsten.
In seiner unmittelbaren Umgebung befinden sich die chilenischen Nationalparks Vicente Pérez Rosales, der Nationalpark Hornopirén, der Parque Nacional Alerce Andino und das Naturschutzgebiet Llanquihue, sowie die eindrucksvollen Vulkankegel des Osorno, Calbuco und Yate.
Heute ist er auf Grund seiner Tiefe und seiner insgesamt günstigen Wasserbedingungen eines der Zentren der chilenischen Zuchtlachsproduktion.

## Geographische und hydrologische Details
Der Fjord ist 55 km lang und an seiner breitesten Stelle nicht breiter als drei Kilometer. Seine durchschnittliche Breite liegt bei 2 Kilometern. Er öffnet sich an der Ostseite des Reloncaví-Sunds, des nördlichsten Teils der chilenischen Binnensee zwischen dem Festland und der Insel Chiloé. Der Fjord verläuft anfangs in ONO-Richtung und wendet sich etwa in seiner Mitte stärker nach Norden. In seinem ersten Drittel liegt die bewohnte Insel Marimeli. In den Reloncaví-Fjord münden neben einigen Bächen zwei Flüsse: der Río Petrohué im Norden und der Río Puelo in der Mitte der Ostküste. Neben den häufigen und ergiebigen Regenfällen tragen diese Flüsse wesentlich zur Wassererneuerung bei und beeinflussen die Salinität des Fjords. Zwischen seiner Öffnung aus dem Sund und der Marimeli-Insel ist der Fjord durchschnittlich 400 m tief, im Biegungsbereich beträgt die durchschnittliche Tiefe etwa 200 m, und liegt im nördlichsten Drittel bei unter 100 m. Die durchschnittliche Tiefe des gesamten Fjords beträgt 170 m. Die beiden einmündenden Flüsse bilden große Geschiebedeltas aus; in ihrem Bereich haben sich flache Brackwasserlagunen gebildet. Der Salzgehalt des Fjords schwankt sowohl regional als auch saisonal. Er liegt um die 1,7 % im Norden und 4,5 % an der Mündung. Die Amplitude normaler Gezeiten beträgt etwas mehr als einen Meter, Springfluten können jedoch eine Amplitude von bis zu 6 Metern erreichen. Dagegen kann der Tidenhub im Reloncavi-Sund 10 m übersteigen.

## Fischwirtschaft
Der Reloncaví-Fjord ist eines der Zentren der chilenischen Zuchtfischproduktion, die in den 1970er Jahren begann und heute einen wesentlichen Wirtschaftsfaktor darstellt. Gezüchtet werden vor allem Salmoniden wie Atlantischer Lachs, Silberlachs und Königslachs, in den Flusseinmündungen auch Bachforellen und Regenbogenforellen. Entkommene Exemplare des Königslachses haben selbsterhaltende Populationen aufgebaut und steigen jährlich in einige chilenische Flüsse, unter anderem in den Río Petrohué auf, um zu laichen. Den beiden anderen Lachsarten scheint dies bisher nicht gelungen zu sein. Regenbogenforellen und in geringerem Maße auch Bachforellen sind jedoch in vielen chilenischen Flüssen die häufigsten Fischarten und verdrängen zunehmend die wenigen einheimischen Arten. Früher wurde im Fjord vor allem nach dem Robalo (Eleginops maclovinus) und der Merluza de cola, einer Seehechtart, gefischt.